# Isidro Gutiérrez
José Isidro Gutiérrez Vásquez (Moncagua, 21 de octubre de 1989) es un futbolista salvadoreño. Juega de delantero o volante ofensivo.

## Trayectoria
Inició su carrera en la Segunda División salvadoreña con el Atlético Chaparrastique de Moncagua en el año 2002. Posteriormente vistió la camisola del Club Deportivo Municipal Limeño entre el 2004 y 2010, equipo con el que participó en la Primera División. Desde el Torneo Apertura 2010 militó en el Águila de San Miguel, con el que logró el título del Torneo Clausura 2012.
Sin embargo, en marzo del 2013 fue separado del equipo migueleño por decisión de la junta directiva junto a Mardoqueo Henríquez; aunque el 15 de mayo, y por recomendación del técnico mexicano Juan de Dios Castillo, fichó con el Club Deportivo Motagua de Honduras. Debido a su poca participación en el Torneo Apertura de este país, retornó a El Salvador para unirse a las filas del Alianza F.C.

### Selección nacional
Gutiérrez formó parte del seleccionado salvadoreño sub-21, con el que anotó el gol decisivo en la eliminatoria final contra Honduras para la clasificación a los XXI Juegos Centroamericanos y del Caribe, aunque el fútbol no formaría parte de dicha competencia. También ha participado en el preolímpico de Concacaf de 2012; la clasificación de Concacaf para la Copa Mundial de Fútbol de 2014; y la Copa Centroamericana 2013.

## Clubes
Actualizado al último partido jugado el 19 de mayo de 2019.
| Club Deportivo Municipal Limeño · El Salvador | 1.ª                 | 2009-10             | 34  | 1  | - | - | - | - | 34  | 1  |
| Club Deportivo Municipal Limeño · El Salvador | Total               | Total               | 34  | 1  | 0 | 0 | 0 | 0 | 34  | 1  |
| Club Deportivo Águila · El Salvador           | 1.ª                 | 2010-11             | 11  | 2  | - | - | - | - | 11  | 2  |
| Club Deportivo Águila · El Salvador           | 1.ª                 | 2011-12             | 32  | 2  | - | - | - | - | 32  | 2  |
| Club Deportivo Águila · El Salvador           | 1.ª                 | 2012-13             | 19  | 3  | - | - | 3 | 0 | 22  | 3  |
| Club Deportivo Águila · El Salvador           | Total               | Total               | 62  | 7  | 0 | 0 | 3 | 0 | 65  | 7  |
| Club Deportivo Motagua Honduras               | 1.ª                 | 2013                | 9   | 0  | - | - | - | - | 9   | 0  |
| Club Deportivo Motagua Honduras               | Total               | Total               | 9   | 0  | 0 | 0 | 0 | 0 | 9   | 0  |
| Alianza Fútbol Club · El Salvador             | 1.ª                 | 2014                | 14  | 2  | - | - | - | - | 14  | 2  |
| Alianza Fútbol Club · El Salvador             | 1.ª                 | 2014-15             | 17  | 0  | - | - | - | - | 17  | 0  |
| Alianza Fútbol Club · El Salvador             | Total               | Total               | 31  | 2  | 0 | 0 | 0 | 0 | 31  | 2  |
| Club Deportivo Águila · El Salvador           | 1.ª                 | 2015-16             | 23  | 1  | - | - | - | - | 23  | 1  |
| Club Deportivo Águila · El Salvador           | 1.ª                 | 2016-17             | 14  | 0  | - | - | - | - | 14  | 0  |
| Club Deportivo Águila · El Salvador           | Total               | Total               | 37  | 1  | 0 | 0 | 0 | 0 | 37  | 1  |
| Pasaquina Fútbol Club · El Salvador           | 1.ª                 | 2017-18             | 44  | 11 | - | - | - | - | 44  | 11 |
| Pasaquina Fútbol Club · El Salvador           | Total               | Total               | 44  | 11 | 0 | 0 | 0 | 0 | 44  | 11 |
| Club Deportivo Municipal Limeño · El Salvador | 1.ª                 | 2018-19             | 29  | 1  | - | - | - | - | 29  | 1  |
| Club Deportivo Municipal Limeño · El Salvador | Total               | Total               | 29  | 1  | 0 | 0 | 0 | 0 | 29  | 1  |
| Total en su carrera                           | Total en su carrera | Total en su carrera | 246 | 23 | 0 | 0 | 3 | 0 | 249 | 23 |
| (2) No incluye goles en partidos amistosos.   |                     |                     |     |    |   |   |   |   |     |    |

Segunda División de El Salvador
| Club                            | País        | Año         |
| ------------------------------- | ----------- | ----------- |
| C.D. Atlético Chaparratique     | El Salvador | 2002 - 2003 |
| Club Deportivo Municipal Limeño | El Salvador | 2004 - 2009 |

### Selección nacional
| Selección                                  | Año                 | Partidos | Goles |
| ------------------------------------------ | ------------------- | -------- | ----- |
| El Salvador Sub-21                         |                     |          |       |
| 2010                                       | 2                   | 0        |       |
| El Salvador Sub-23                         |                     |          |       |
| 2011                                       | 1                   | 0        |       |
| 2012                                       | 4                   | 0        |       |
| Total en su carrera                        | Total en su carrera | 7        | 0     |
| El Salvador                                |                     |          |       |
| 2012                                       | 7                   | 2        |       |
| 2013                                       | 4                   | 0        |       |
| Total en su carrera                        | Total en su carrera | 11       | 2     |
| Estadísticas hasta el 26 de enero de 2013. |                     |          |       |

## Palmarés

### Trofeos nacionales
| Título          | Club   | País        | Año  |
| --------------- | ------ | ----------- | ---- |
| Torneo Clausura | Águila | El Salvador | 2012 |

## Vida personal
En el año 2017 Gutiérrez contrajo nupcias con la modelo y presentadora de deportes Diana Calderón, siendo considerada una de las parejas más mediáticas dentro de la farándula deportiva salvadoreña.